# پارک اتابک
پارک اتابک یا باغ اتابک، باغ و بنایی بود در محله اعیان‌نشین تهران قدیم که توسط میرزا علی اصغر خان اتابک مشهور به «اتابک اعظم»، صدراعظم قاجاریه در سال ۱۳۰۴ قمری مصادف با سال ۱۲۶۵ و ۱۲۶۶ خورشیدی به منظور عمارت صدراعظمی بنا شده بود.
واقعه پارک اتابک دوران مشروطه در این محل وقوع یافته است. این پارک اکنون محل سفارت روسیه در تهران است.

## پیشینه

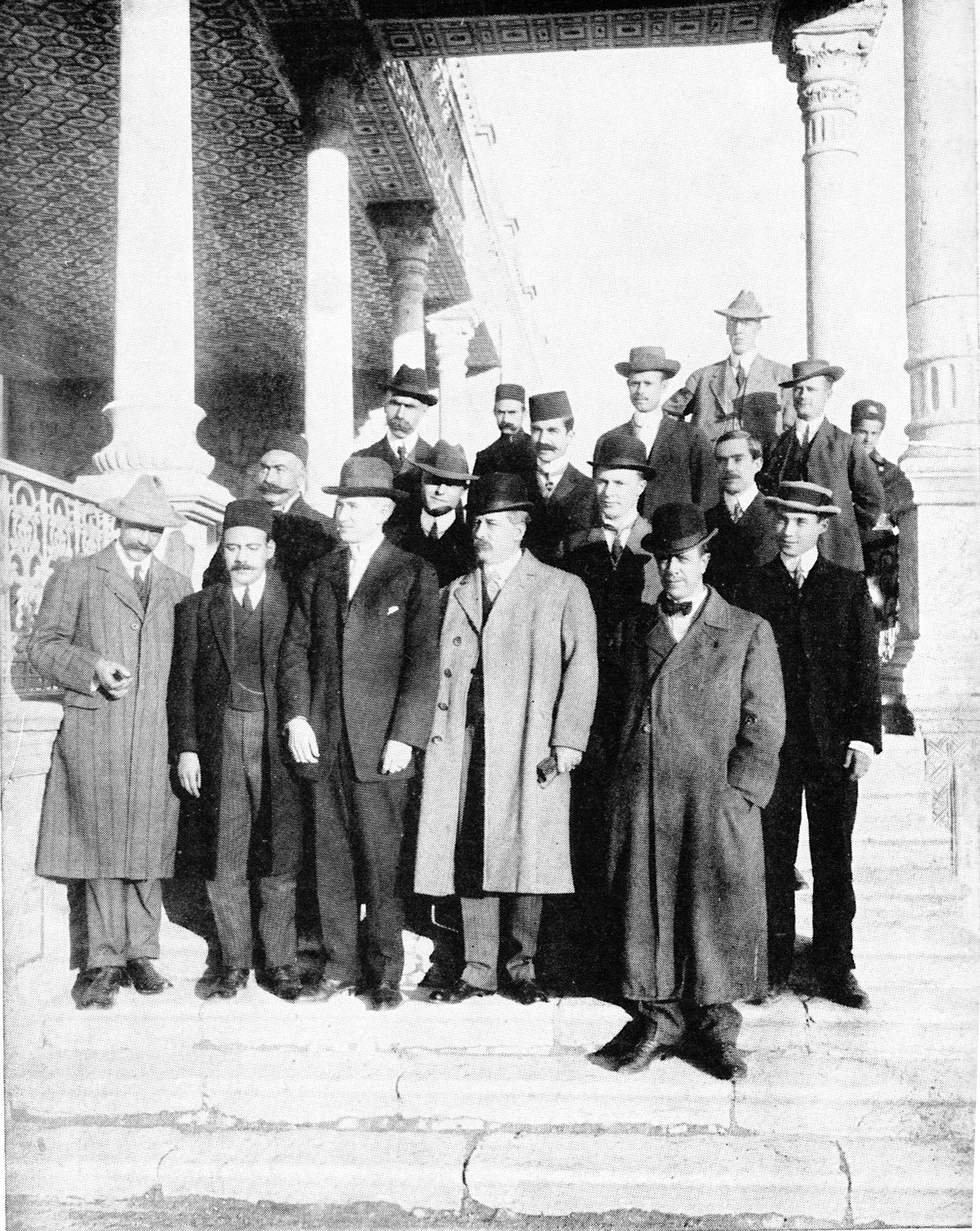
مورگان شوستر به همراه گروه همکارانش در کاخ اتابک

### مالکیت ارباب اردشیر
پس از درگذشت میرزا علی‌اصغرخان اتابک، وارثان او باغ و ابنیه موسوم به پارک اتابک را به انضام یک رشته قنات و یک باب طویله و یک گلخانه واقع در خیابان فرانسه (نوفل لوشاتو کنونی) را در بیستم آبان ۱۲۸۶ (سیزدهم نوامبر ۱۹۰۷) به یک زردشتی به نام ارباب اردشیر (اردشیر مهربان پارسى) فروختند. او این املاک را نزد بانک استقراضی‏ به رهن گذاشت و چون در موعد مقرر از عهده بازپرداخت وام برنیامد، در سوم بهمن ۱۲۹۱ (۲۵ ژانویه ۱۹۱۳) آن املاک را به بهای ۳۰۶ هزار تومان به بانک استقراضى فروخت.
چون بانک استقراضی طبق ماده یک امتیازنامه‌اش، حق معاملات غیرمنقول نداشته، پارک را پطر کورتین رئیس کل بانک استقراضى اسماً برای خود می‌خرد، هرچند در حاشیه قباله تصریح شده بوده که معامله به وکالت از طرف بانک استقراضى انجام گرفته و پارک و ملحقاتش متعلق به این بانک است.

### سفارت روسیه تزاری
دولت روسیه در یازدهم سپتامبر ۱۹۱۵ (هجدهم شهریور ۱۲۹۴) پارک اتابک را از هیئت مدیره بانک مرکزى استقراضى در پطروگراد اجاره کرد و این پارک در یازدهم مهر (پانزدهم اکتبر) به سفارت روسیه در تهران تحویل‏ داده شد. اجاره پارک تا دهم مارس ۱۹۱۶ به مبلغ ۱۶۵۰ منات و از ان پس به مدت سه سال از قرار سالى شش‌هزار منات‏ بود.

### سفارت شوروی
دولت تزارى اجاره‌بها را تا سال ۱۹۱۷ یعنى سال انقلاب پرداخته بود و پس از آن پارک اتابک دوباره در اختیار بانک استقراضی قرار گرفت. در سال ۱۹۲۱ عهدنامه مودت ایران و شوروى منعقد شد که طبق آن بانک استقراضى همراه با تمام دارایی‌هایش، از جمله پارک اتابک به مالکیت دولت ایران در می‌آمد. پارک در پانزدهم سپتامبر ۱۹۲۲ (شهریور ۱۳۰۱) به دولت ایران تحویل داده شد. وزارت مالیه ایران مدتی به پارک اتابک انتقال یافت تا هنگامی که روتشتین، اولین سفیرشوروى به تهران وارد شد و از وزارت خارجه درخواست کرد چون محل قدیمی سفارت در پامنار نیاز به تعمیر داشت، تا پایان تعمیرات، سفارت‌خانه در پارک اتابک استقرار داشته باشد. وزارت امور خارجه پذیرفت.
دولت ایران با دارایی بر جای مانده از بانک استقراضی، بانک ایران را تأسیس کرد اما نه بانک ایران و نه سفارت شوروی تقاضای ثبت رسمی پارک اتابک را نکردند، وزارت امورخارجه پارک اتابک و ملحقات‏ آن را متعلق به بانک ایران می‌دانست و پی در پی از دولت شوروی درخواست کرد اجاره پارک را به بانک ایران بپردازد یا در برابر آن، عمارتى بلاعوض به سفارت‏ ایران در مسکو بدهد اما درخواست وزارت امور خارجه بی پاسخ ماند.

## معماری کاخ
معمار ساختمان کاخ این پارک، میرزا مهدی خان شقاقی (ممتحن الدوله)، اولین مهندس معمار (آرشیتکت) ایران است که طراحی و نقشه‌کشی آن را خود انجام داده و اجرای آن را نظارت کرده‌است.

## رویدادهای مهم

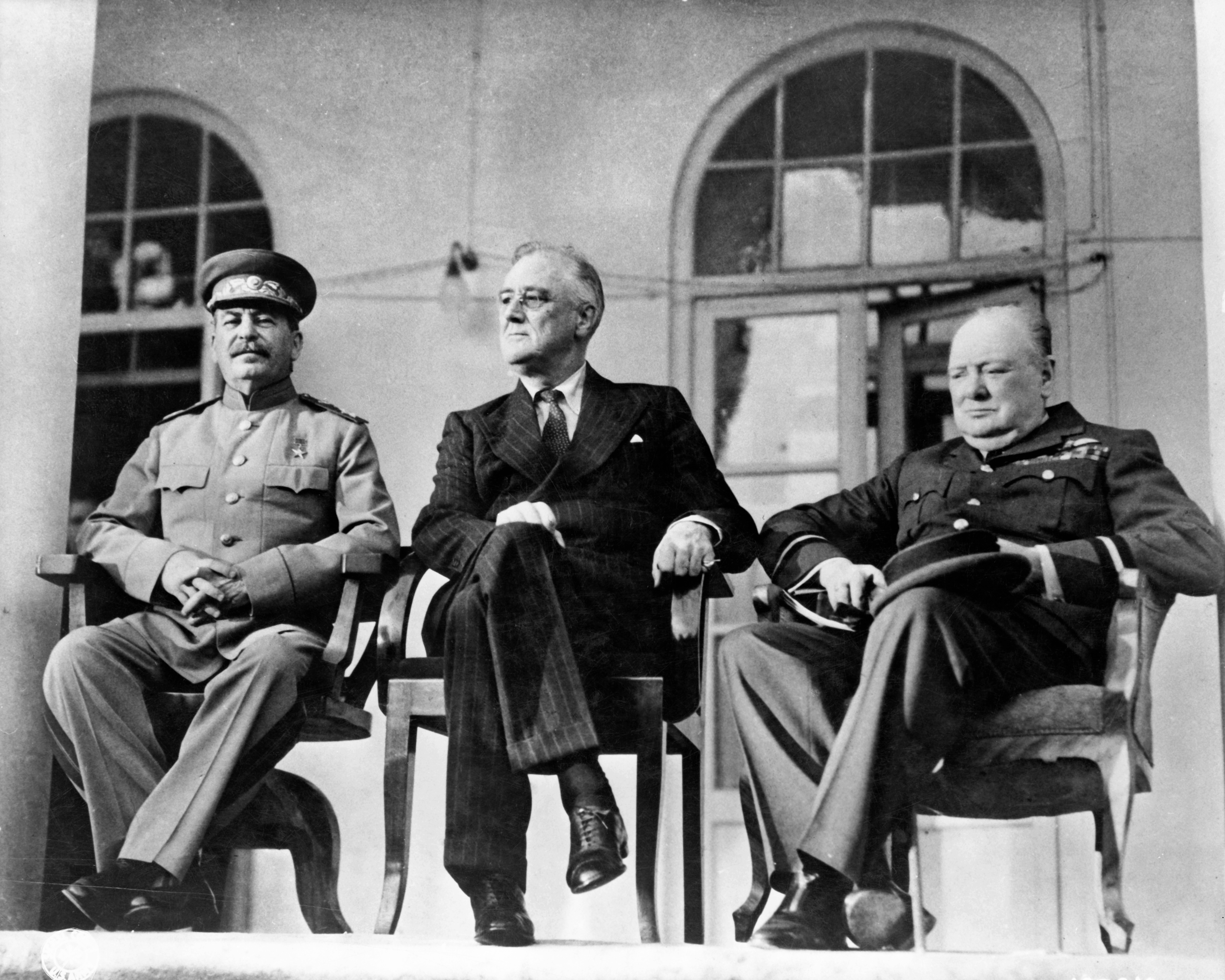
از راست به چپ: چرچیل نخست‌وزیر بریتانیا، روزولت رئیس جمهورایالات متحده و استالین دبیرکل اتحاد جماهیر شوروی

- واقعه پارک اتابک و درگیری قوای دولتی و شماری از نیروهای مجاهدین مشروطه‌خواه به رهبری ستارخان در این باغ روی داد.
- کنفرانس تهران از ۶ تا ۹ آذرماه ۱۳۲۲ با شرکت وینستون چرچیل نخست‌وزیر انگلستان، فرانکلین روزولت رئیس‌جمهور ایالات متحده آمریکا و ژوزف استالین دبیرکل اتحاد جماهیر شوروی پنهانی در همین محل که سفارت شوروی در تهران به‌شمار می‌رفت، برگزار گردید.[۴]
- اجرای نمایش آدم و حوا با محوریت «آزادی زنان» که نخستین تئاتر زنان در ایران بود. این نمایش توسط جمعیت نسوان وطن‌خواه با همکاری میرزاده عشقی نوشته شد و جمعیت نسوان وطن‌خواه درآمد فروش بلیط را برای مخارج کلاس‌های اکابر زنان مصرف کرد.[۵]
- مورگان شوستر و همراهانش ۲۱ اردیبهشت ۱۲۹۰ به تهران رسیدند و مستقیم به پارک اتابک برده شدند. در این تاریخ، پارک اتابک به ارباب اردشیر تعلق داشت که پارک را در اختیار دولت گذاشت تا شوستر و همراهانش در آن نشیمن کنند.